# Marcin Portasz
Marcin Portasz (słow. Martin Portaš) alias Dzigosik (ur. ???, zm. 1689 w Krakowie lub Żywcu) – postać historyczna, zbójnik, grasujący w XVII wieku na terenie południowej Małopolski, w tym na Żywiecczyznie.

## Życiorys
Nie wiadomo dokładnie skąd wywodził się Marcin Portasz. Najbardziej wiarygodne źródło, tzn. „Dziejopis żywiecki” Andrzeja Komonieckiego podaje tylko, że Dzigosik pochodził „z Bystrzyce wsi z Węgier”. Być może chodzi tu o jedną z dwóch sąsiadujących ze sobą wsi, Starą lub Nową Bystrzycę na nieodległych Kysucach. Pojawiają się też informacje, jakoby ten zbójnicki herszt pochodził ze wsi Bysterec koło Dolnego Kubina na Orawie (Słowacja). Zanim, w 1680 roku, przeszedł ze swoją 25-osobową bandą na tereny polskie, grasował w Austrii, Czechach, na Węgrzech i Śląsku. Napadał i rabował przede wszystkim dwory i folwarki szlacheckie, szczególnie upodobawszy sobie tereny pomiędzy Suchą Beskidzką, Makowem Podhalańskim a Żywcem.
Działania starostów i wojewody krakowskiego wobec bandy pozostawały niemrawe aż do incydentu z 16 lipca 1688 roku, kiedy to banda Portasza podczas napadu na folwark w Węgierskiej Górce porwała urzędnika Marcina Jaszka i uwięziła go w karczmie w Rajczy. Mimo że żona porwanego zapłaciła okup (360 dukatów i 470 talarów), zbójnicy na jej oczach zabili uwięzionego, następnie bezczeszcząc zwłoki. Wobec takiej zbrodni w pogoń za zbójnikami wysłano 40-osobowy oddział wojska sprowadzony specjalnie z Krakowa, który jednak nie ujął przestępców; ujęto jedynie i stracono kochankę zbójnika – Reginę i jej ojca, Tomasza Dudka z Milówki, oskarżonych o ukrywanie zbójników.
Natomiast Portasz ze swym bratem Pawłem pojawił się w Krakowie, gdzie – jako kupiec – sprzedawał pochodzące z rabunków srebro. Uwięziony („że był srebro Żydom sprzedawał łomane (...)”) został jednak zwolniony przy wydatnej pomocy węgierskiego studenta, podającego się za jego faktora. Węgier przekonał rajców o kupieckiej profesji zbójnika, który – zostawiwszy srebro w zastaw – zbiegł na ziemię żywiecką. Tu zatrzymał się w Milówce u matki Reginy, która – gdy Portasz się posilał – mszcząc się za śmierć córki, zaalarmowała okolicznych chłopów. „Skąd chłopstwo, zbuntowawszy się, ośladą albo torem po przypierzchu śniegu za nim szło i na łące nazwanej Srobite w kolebie susząc się, onego tam napad[ł]szy, samo trzech uchwycono i do zamku w Dzień Młodzianków [28 grudnia] tu do Żywca przyprowadzono. Którego zawsze po trzydziestu mieszczan wartowało”.
Wyrok zapadł 10 stycznia 1689 roku, a miejscem kaźni było wzgórze Grojec. Specjalnie sprowadzony z Krakowa kat imieniem Jurek zdarł z niego dwa pasy skóry na plecach, obciął mu ręce, po czym powiesił go na haku. „A brata jego Pawła kołem połamanego do koła wpleciono. Których egzekucja była sławna, gdyż wiele ludzi różnego stanu z daleka się pozjeżdżało, (...) rachując ludu do dwu tysięcy”. W tym samym roku ujęto jeszcze dziesiętnika z kompanii Portasza, niejakiego Macieja Wakułę z Rycerki, który zginął 7 października wbity na pal.